# Medal of Honor: Allied Assault
Medal of Honor: Allied Assault (MOHAA) er det første pc-spil i spilserien Medal of Honor, hvis første spil udkom i 1999. MOHAA udkom i starten af 2002, og har stadig et stort onlinesamfund hovedsageligt placeret i Centraleuropa.
I Medal of Honor: Allied Assault fra Electronic Arts antager spilleren rollen som løjtnant Mike Powell, medlem af den legendariske 1. Ranger Batalion, som bliver rekrutteret af militærets efterretningstjeneste, og må kæmpe sig gennem mere end 20 niveauer, baseret på militære kampanger fra 2. verdenskrig.
Medal of Honor: Allied Assault viderefører de spilfunktioner der gjorde Medal of Honor til et af de bedst sælgende spil i 1999, og tilføjer nye våben og interaktive allierede fartøjer, som M3-amfibiekøretøjer og Sherman-kampvogne, og mere AI hos fjenden. Spillet giver dig også muligheden til at spille spillet online da der er mange der spiller det (det højeste antal servere er cirka 500-589)
Spillerne sendes ud på en række missioner, der ikke bare tager spilleren til Tyskland og Frankrig, men også den nordafrikanske ørken og de norske fjelde, hvor der bl.a. skal saboteres ubåde.
Medal of Honor: Allied Assault udspiller sig under de mest krævende år af krigen, 1942-1945, og giver spilleren en idé om, hvilket mod det krævede at overleve landingen i Normandiet, angrebet ved Arzew, et møde med modstandsbevægelsen uden for byen St. Lo, og angrebet på den svært forsvarede bro ved Remagen.
Udviklingen blev lavet af 2015, inc.

## Yderligere spil i serien
- Medal of Honor (PlayStation)
- Medal of Honor: Underground (PlayStation)
- Medal of Honor: Infiltrator (Game Boy Advance)
- Medal of Honor: Frontline (PlayStation/PlayStation 2)
- Medal of Honor: Rising Sun (PlayStation 2)
- Medal of Honor: European Assault (PlayStation 2/Xbox)
- Medal of Honor: Allied Assault Spearhead (pc)
- Medal of Honor: Allied Assault Breakthrough (pc)
- Medal of Honor: Pacific Assault (pc)
- Medal of Honor: Vanguard (PlayStation 2, Wii)
- Medal of Honor: Airborne (pc/Xbox, Xbox 360, PlayStation 3)
- Medal of Honor: Heroes (PSP)